# Rone (Musiker)

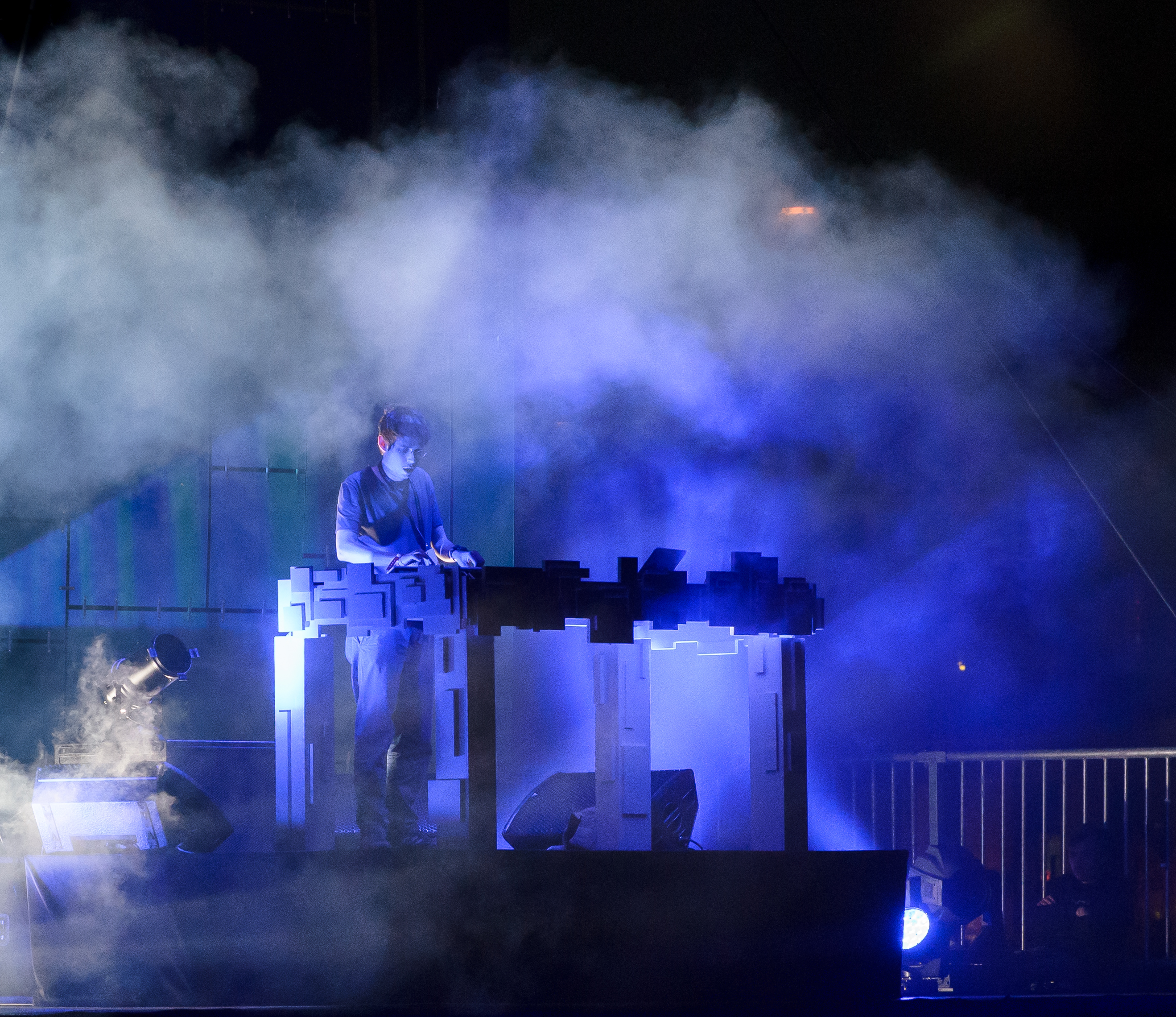
Rone 2013

Rone (mit bürgerlichen Namen Erwan Castex; * 20. Juni 1980) ist ein französischer Musiker und Produzent elektronischer Musik. 

## Anfänge
Erwan Castex wurde in Boulogne-Billancourt geboren und wuchs in Paris auf. Seine erste EP „Bora“ wurde 2008 vom französischen Label InFiné herausgebracht. Als der Musiker Agoria diese für seine Zusammenstellung verwendete, wurde die elektronische Musikszene auf Rone aufmerksam.
Vom gleichen Label wurde 2009 sein erstes Album „Spanish Breakfast“ veröffentlicht.

## Weitere Alben und Erfolge
Im Jahr 2011 folgte das zweite Album Tohu Bohu. Das Resident Advisor Magazin bewertete es mit 4 von 5 Punkten.
Erfolgreichste Single davon ist Bye Bye Macadam mit über 25 Millionen Aufrufe auf YouTube. Die Tracks Bye Bye Macadam, Let’s Go und Parade wurden anschließend von Gabriel & Dresden, Juan Atkins, Chris Clark und Dominik Eulberg für Remixe verwendet.
Zwei Jahre später trug Rone zum Album Trouble Will Find Me der amerikanischen Indie-Band The National bei.
Nach seiner Tour 2014 durch die USA und Kanada kam 2015 mit Creatures Rones drittes Album heraus. Das 12 Tracks umfassende Album wurde teilweise in Zusammenarbeit mit dem japanischen Jazzmusiker Toshinori Kondō produziert.
Als zuvor Jean-Michel Jarre schon zwei Werke von Rone für seine Zusammenstellung Infiné by JMJ verwendete, arbeitete 2016 Rone am Album Electronica 2: The Heart of Noise mit.
2021 gewann er für die Filmmusik in Frédéric Farruccis Drama La nuit venue einen César.

## Diskografie

### Alben
| Jahr | Titel Musiklabel         | Höchstplatzierung, Gesamtwochen, AuszeichnungChartplatzierungen (Jahr, Titel, Musiklabel, Platzierungen, Wochen, Auszeichnungen, Anmerkungen) | Höchstplatzierung, Gesamtwochen, AuszeichnungChartplatzierungen (Jahr, Titel, Musiklabel, Platzierungen, Wochen, Auszeichnungen, Anmerkungen) | Höchstplatzierung, Gesamtwochen, AuszeichnungChartplatzierungen (Jahr, Titel, Musiklabel, Platzierungen, Wochen, Auszeichnungen, Anmerkungen) | Anmerkungen                                                                 |
| Jahr | Titel Musiklabel         | FR | BEW | CH | Anmerkungen                                                                 |
| ---- | ------------------------ | --- | --- | --- | --------------------------------------------------------------------------- |
| 2009 | Spanish Breakfast Infiné | — | — | — |                                                                             |
| 2012 | Tohu bohu Infiné         | FR82 (2 Wo.)FR | — | — | Erstveröffentlichung: 2. November 2011                                      |
| 2015 | Creatures Infiné         | FR84 (3 Wo.)FR | BEW58 (4 Wo.)BEW | — | Erstveröffentlichung: 6. Februar 2015                                       |
| 2017 | Mirapolis Infiné         | FR62 (3 Wo.)FR | BEW97 (1 Wo.)BEW | — | Erstveröffentlichung: 10. November 2017                                     |
| 2020 | Room with a View Infiné  | FR49 (3 Wo.)FR | BEW143 (1 Wo.)BEW | CH94 (1 Wo.)CH | Erstveröffentlichung: 23. April 2020                                        |
| 2021 | Rone and Friends Infiné  | FR141 (1 Wo.)FR | — | — | Erstveröffentlichung: 2. April 2021                                         |
| 2023 | Looping Infiné           | FR110 (1 Wo.)FR | — | — | Erstveröffentlichung: 16. Juni 2023 Live mit dem Orchestre National de Lyon |

### EPs
| Jahr | Titel           | Musiklabel |
| ---- | --------------- | ---------- |
| 2008 | Bora            | Infiné     |
| 2009 | La Dame Blanche | Infiné     |
| 2011 | So So So        | Infiné     |
| 2012 | Parade          | Infiné     |
| 2013 | Bye Bye Macadam | Infiné     |
| 2013 | Let’s Go        | Infiné     |
| 2014 | Apache          | Infiné     |
| 2016 | Vood(oo)        | Infiné     |

### Singles
| Jahr | Titel                | Höchstplatzierung, Gesamtwochen, AuszeichnungChartplatzierungen (Jahr, Titel, Platzierungen, Wochen, Auszeichnungen, Anmerkungen) | Höchstplatzierung, Gesamtwochen, AuszeichnungChartplatzierungen (Jahr, Titel, Platzierungen, Wochen, Auszeichnungen, Anmerkungen) | Höchstplatzierung, Gesamtwochen, AuszeichnungChartplatzierungen (Jahr, Titel, Platzierungen, Wochen, Auszeichnungen, Anmerkungen) | Anmerkungen |
| Jahr | Titel                | FR | BEW | CH | Anmerkungen |
| --- | -------------------- | --- | --- | --- | ----------- |
| Folgende Lieder erschienen nicht als Single, wurden aber durch das Album zum Download und Streaming bereitgestellt und konnten somit eine Platzierung erlangen: |                      | | | |             |
| |                      | | | |             |
| 2014 | Bachi-Bouzouk Apache | FR176 (1 Wo.)FR | — | — |             |
| 2016 | Vood(oo)             | FR158 (1 Wo.)FR | — | — |             |

Weitere Lieder
- 2020: Bye Bye Macadam (FR: Gold)[10]

### Remixes
| Jahr | Titel                       | Künstler         | Musiklabel                       |
| ---- | --------------------------- | ---------------- | -------------------------------- |
| 2008 | Sublimes                    | Sie              | Time has changed Records         |
| 2008 | Kattguld                    | Carl-Johan Elger | Lo-FiSoul                        |
| 2010 | Crack                       | Ripperton & Minz | Suruba X                         |
| 2010 | The Medium Is the Message   | SinnerDC         | Ai Records                       |
| 2011 | In D#3                      | Arandel          | Infiné                           |
| 2011 | Der Tanz der Gluehwuermchen | Dominik Eulberg  | Traum Schallplatten              |
| 2012 | Simplexity                  | Max Cooper       | Traum Schallplatten              |
| 2014 | 15 minutes                  | Breton           | Believe                          |
| 2014 | En Surface                  | Etienne Daho     | Polydor/Universal Music France   |
| 2015 | Coward                      | Yael Naim        | Tôt ou tard                      |
| 2015 | Summer                      | Aufgang          | Blue Note/Universal Music France |
| 2015 | Fog                         | Jabberwocky      | Polydor/Universal Music France   |

### Zusammenarbeiten
| Jahr | Titel                    | Künstler          | Musiklabel         |
| ---- | ------------------------ | ----------------- | ------------------ |
| 2007 | Chocolate                | Lucy & Rone       | Broque             |
| 2007 | Continuity Theory        | Lucy & Rone       | Curle              |
| 2009 | Crack                    | Lucy & Rone       | ProgCity Deep Trax |
| 2009 | Great Heron              | Lucy & Rone       | ProgCity Deep Trax |
| 2013 | Trouble Will Find Me     | The National      | 4AD                |
| 2016 | The Heart of Noise Pt. 1 | Jean-Michel Jarre | Sony Music         |